# Кахраманмараш
Кахраманмараш (тур. Kahramanmaraş) — місто і район на півдні Туреччини, адміністративний центр ілу Кахраманмараш. Станом на 2011 рік в місті проживало 428 724 чоловік. Площа становить 3017 км².

## Персоналії
- Лев III Ісавр (675—741) — імператор Візантії з 717 по 741 роки.